# 197864 Florentpagny
197864 Florentpagny este o planetă minoră (asteroid), cu un diametru de 2,832 km, din centura de asteroizi. A fost descoperită pe 5 septembrie 2004 la Jura-Observatorium⁠(d) de Michel Ory⁠(d). 
Obiectul prezintă o orbită caracterizată de o semiaxă mare de 2,3651773124052 UAi, o excentricitate de 0,24, o înclinație de 5,3 ° în raport cu ecliptica.